# جبانیتسه
جبانیتسه (به چکی: Džbánice) یک منطقهٔ مسکونی در جمهوری چک است که در ناحیه زنویمو واقع شده‌است. جبانیتسه ۵٫۳۹ کیلومتر مربع مساحت و ۱۵۹ نفر جمعیت دارد و ۳۲۱ متر بالاتر از سطح دریا واقع شده‌است.